# السبوع (صوفية)
السبوع في زاوية زاوية سيدي الحاج بلقاسم هي مزار ديني إسلامي صوفي في الجزائر .

## علم أصول الكلمات
مصطلح "سبوع" يأتي من كلمة "سبع ".

## الوصف
السبوع هو مهرجان ديني على شكل رحلة إلى أضرحة المرابطين في المنطقة للاحتفال بميلاد نبي الإسلام.
في منطقة قورارة الصحراوية، يتجمع العديد من السكان سنويًا في تيميمون أو في القصور المختلفة (القرى المحصنة) للاحتفال بالمولد النبوي. لمدة سبعة أيام، احتفال، يعود تاريخه إلى التقليد الشفوي الذي قام به سيدي الحاج بلقاسم (توفي عام 1627)، مؤسس الزاوية التي ينهي فيها المسافرون رحلتهم.
وفي عام 2010، جمعت هذه التعبئة الشعبية أكثر من 200000 شخصًا في تيميمون. هناك ممارستان رئيسيتان هناك : البارود والليلة، وهما لحظتان من الأغاني والرقصات الصوفية المميزة. كما يُمارسوا أهليل القورارة هناك أيضًا.
وفي اليوم الأخير، تحمل الوفود المختلفة الرايات التي تمثلهم وتمثل قبائلهم. ويتبادلوها من الأغاني والرقصات الفولكلورية لزنانة. وبعد ثلاث جولات يجتمع المشاركون في ساحة الجبل.
ويعتبر الاحتفال بالمولد النبوي رمزا لوحدة قبائل هذه الزاوية. ويرى رشيد بليل أن هذه الاحتفالات، يرى مشاركوها أن ثوابها مُشابه للحج إلى مكة بالنسبة للبعض، تساهم أيضًا في الترويج للولي المحلي ومكان عبادته.

## التسجيل كتراث ثقافي غير مادي
وقد اعترفت منظمة اليونسكو بهذه الممارسة منذ عام 2015 باعتبارها جزءًا من التراث الثقافي غير المادي للبشرية.

## المجموعات المشاركة
ومن بين المجموعات المختلفة القادمة من قصور المنطقة نجد :
- مجموعة تابيلكوزا ؛
- مجموعة أنجيلو ؛
- مجموعة أجدير وعت عيسى ؛
- مجموعة أمساهل ووادجا.[9]

## الملاحق

### مقالات ذات صلة
- أهليل قورارة
- تيميمون

### رابط خارجي
- موساوي، عبد الرحمن. الفصل الخامس مولد تيميمون في الفضاء والقداسة في الصحراء : قصور وواحات جنوب غرب الجزائر . باريس :إصدارات المركز الوطني الفرنسي للبحث العلمي، 2002.